# Vall de Travadell
La Vall de Travadell és una vall històrica i natural del Comtat, al País Valencià. Està formada pels municipis de Benimarfull, Benillup, i Millena. El seu nom es deu al castell de Travadell situat al terme de Millena.